# Chrasť nad Hornádom
Chrasť nad Hornádom (allemand : Grast) est un village de Slovaquie situé dans la région de Košice.

## Histoire
Première mention écrite du village en 1280.

## Démographie

### Évolution de la population
| Année:               | 1994. | 2004.    | 2014.    | 2024.   |
| -------------------- | ----- | -------- | -------- | ------- |
| Nombre de personnes: | 683   | 772      | 872      | 928     |
| Différence:          |       | +13,03 % | +12,95 % | +6,42 % |

| Année:               | 2023. | 2024. |
| -------------------- | ----- | ----- |
| Nombre de personnes: | 928   | 928   |
| Différence:          |       | +0 %  |